# Indian Health Service

Logo des Indian Health Service

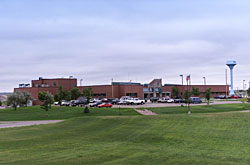
IHS-Krankenhaus in der Oglala-Reservation in Pine Ridge South Dakota

Der Indian Health Service (IHS) ist eine Abteilung des Ministeriums für Gesundheitspflege und Soziale Dienste der Vereinigten Staaten (HHS).
Der IHS betreut die medizinische Versorgung der indigenen Bevölkerung in den Indianerreservaten und in Alaska. Ursprünglich unterstand der IHS dem Bureau of Indian Affairs (BIA), einer Abteilung des Innenministeriums. Das BIA und damit der IHS wurde als Abteilung des Verteidigungsministeriums gegründet. 1855 wurde das BIA dem Innenministerium unterstellt, 1955 wurde der IHS dem HHS untergeordnet. Siehe Transfer Act (1954). Der IHS ist in 36 Staaten aktiv und betreibt Krankenhäuser und Kliniken. Neben dem IHS betreiben auch Stammesregierungen eigene Gesundheitseinrichtungen in den Reservaten, die vom IHS gefördert werden. Der IHS betreut rund 2,2 Millionen Mitglieder eines der 567 von der US-Bundesregierung anerkannten Stämme und betreibt 19 Krankenhäuser, 284 Gesundheitszentren, 79 Gesundheitsstationen und 163 Dorfkliniken in Alaska. Der IHS beschäftigt dafür 2648 Krankenpfleger, 725 Ärzte, 698 Apotheker und 272 Zahnärzte. 2017 belief sich das Budget auf nahezu 6 Milliarden Dollar.

## Geschichte
Nach der Gründung der Vereinigten Staaten schlossen das Verteidigungsministerium und später das Innenministerium eine Vielzahl von Verträgen mit den Indianerstämmen ab. Meist traten die Stämme beträchtliche Gebiete ihres Territoriums an die Vereinigten Staaten ab. Diese Verträge wurden von Indianer-Agenten des Bureau of Indian Affairs (BIA) ausgehandelt und vom Kongress ratifiziert. Neben Zahlungen wurden in den Verträgen oftmals freie Gesundheitsfürsorge, Hausprogramme, Lebensmittellieferungen und andere Dienstleistungen vereinbart, welche die Vereinigten Staaten den Stämmen oftmals für alle Zeiten zu liefern hatten. Normalerweise enthielt ein Vertrag folgende Klausel: „promise of all proper care and protection in exchange for tribal land and natural resources“. „Versprechen von jeglicher angemessenen Pflege und Schutz im Austausch für Stammesland und natürliche Ressourcen.“ Noch heute gelten diese Vereinbarungen, welche die Vereinigten Staaten verpflichten, kostenlose Gesundheitsdienste für die anerkannten Stämme und Ureinwohner zur Verfügung zu stellen. Die Stämme bestehen oftmals auf der Einhaltung dieser Verträge.